# Peter Fonda
Peter Henry Fonda (New York, 23 februari 1940 – Los Angeles, 16 augustus 2019) was een Amerikaans acteur die vooral bekendheid verwierf met zijn rol in de cultfilm Easy Rider uit 1969 waarin hij samen met Dennis Hopper en Jack Nicholson speelde. Hij was de zoon van Henry Fonda, de broer van Jane Fonda en de vader van Bridget Fonda. Fonda overleed op 16 augustus 2019 op 79-jarige leeftijd aan de gevolgen van longkanker.